# Amsterdam-Zuid
Amsterdam-Zuid is een stadsdeel van de gemeente Amsterdam in de Nederlandse provincie Noord-Holland. Dit stadsdeel werd ingesteld in 2010 en is een samenvoeging van de vroegere stadsdelen Oud-Zuid en Zuideramstel.

## Amsterdam-Zuid

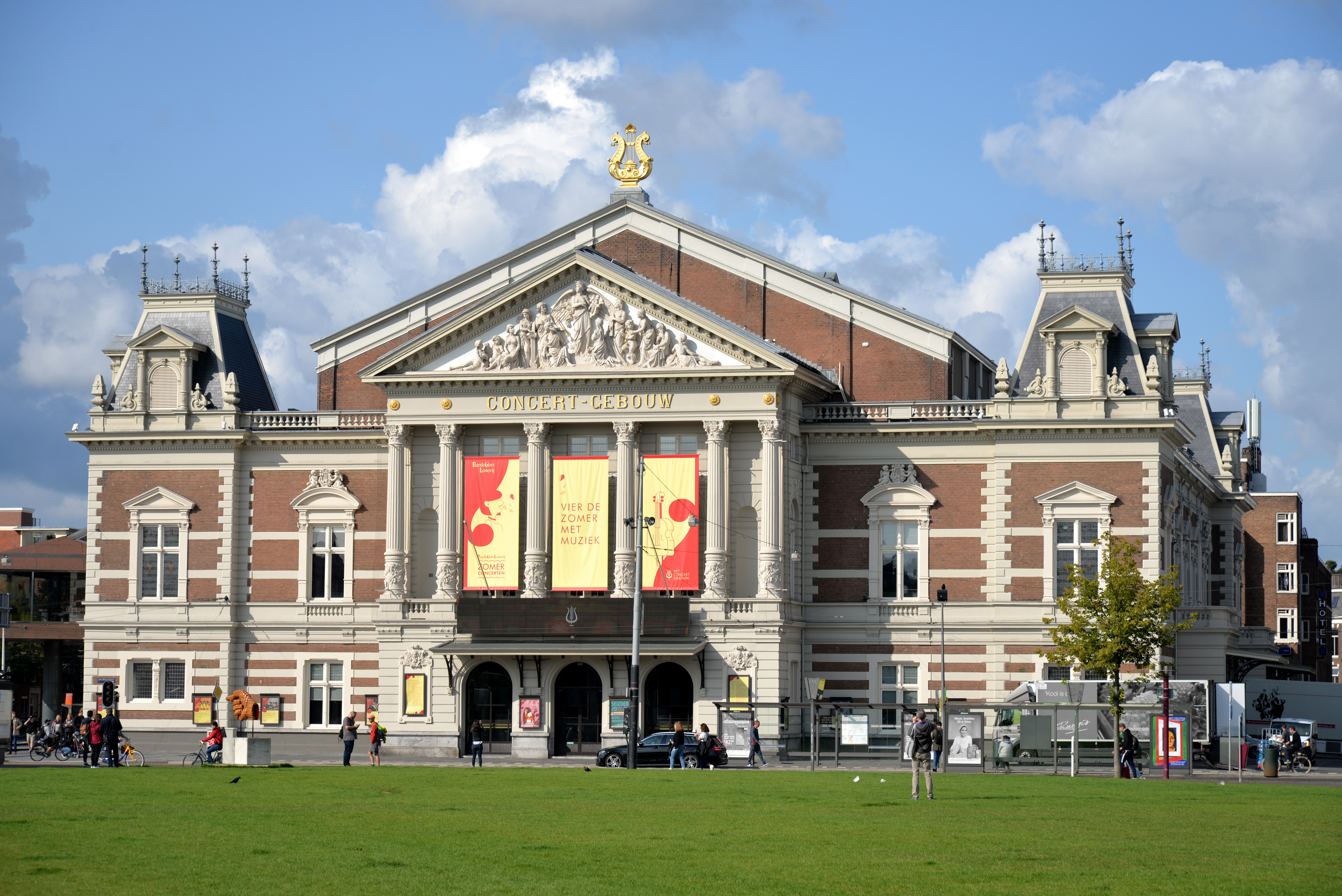
Het Concertgebouw aan het Museumplein.

Amsterdam-Zuid is het deel van Amsterdam dat gelegen is ten zuiden en zuidwesten van de Singelgracht (Stadhouderskade). De noordelijke begrenzing wordt gevormd door (de noordgrens van) het Vondelpark en de westelijke begrenzing door de Westlandgracht. De oostelijke begrenzing is de Amstel. De zuidelijke grens is de Kalfjeslaan, die de grens met de gemeente Amstelveen vormt.
De bouw van de zuidelijke stadsuitbreidingen begon in het laatste kwart van de 19e eeuw, met de annexatie van het gebied dat tot dan toe bij de buurgemeente Nieuwer-Amstel (thans Amstelveen) behoorde, met de bouw van De Pijp, en de omgeving van het Rijksmuseum (Museumkwartier) en de Willemsparkbuurt. Dit gebied werd ook wel aangeduid als Oud-Zuid.
In 1917 komt Berlage met Plan Zuid, waarin onder andere bredere straten staan met flatgebouwen voor de middenklasse. Ook worden beeldhouwers vanaf het begin bij de plannen betrokken om hun werk in te passen in de openbare ruimte.
Tussen 1920 en 1940 kwamen nieuwe stadsuitbreidingen op het grondgebied van de vroegere gemeente Nieuwer Amstel tot stand. Dit zijn onder andere de Nieuwe Pijp, de Diamantbuurt en Plan Zuid: Rivierenbuurt, omgeving Beethovenstraat en de Stadionbuurt. Dit gebied werd ook wel aangeduid als Nieuw-Zuid.
Sinds 1987/1990 vormden deze buurten de stadsdelen De Pijp, Rivierenbuurt en Zuid. De Hoofddorppleinbuurt, ten westen van de Schinkel, maakt sinds 1990 deel uit van stadsdeel Zuid. Na de fusie van De Pijp en Zuid in 1998 was het tot en met 30 april 2010 stadsdeel Oud-Zuid.
Vanaf 1958 werd de "tuinstad" Buitenveldert gebouwd, sinds 1987 een apart stadsdeel, totdat het in 1998 met het toenmalige stadsdeel Rivierenbuurt fuseerde tot stadsdeel Zuideramstel. Ook het Beatrixpark, de sinds de jaren zestig aangelegde Prinses Irenebuurt ten zuiden van het Zuider Amstelkanaal, het Zuidas-gebied aan weerszijden van de Ringweg A10 met het Station Zuid en het IJsbaanpad waren tussen 1998 en 2010 onderdeel van Zuideramstel.
Amsterdam-Zuid heeft het hoogste gemiddeld besteedbaar inkomen per huishouden van alle stadsdelen van Amsterdam: 34.900 euro tegenover 29.600 gemiddeld in Amsterdam (2007). Ook heeft het de grootste werkgelegenheid van alle stadsdelen met 91.612 werkzame personen.

## Monumenten
- Stedemaagd aan de Stadhouderskade, 1883, ingang Vondelpark
- Monument Indië-Nederland, 1935, Apollolaan
- Amsterdam dankt zijn Canadezen, 1980, Canadezenplantsoen
- Verzetsmonument Apollolaan, 1952, Apollolaan (Amsterdam)

## Wijken en buurten
- Apollobuurt
- Buitenveldert
- Hoofddorppleinbuurt
- Landstrekenbuurt

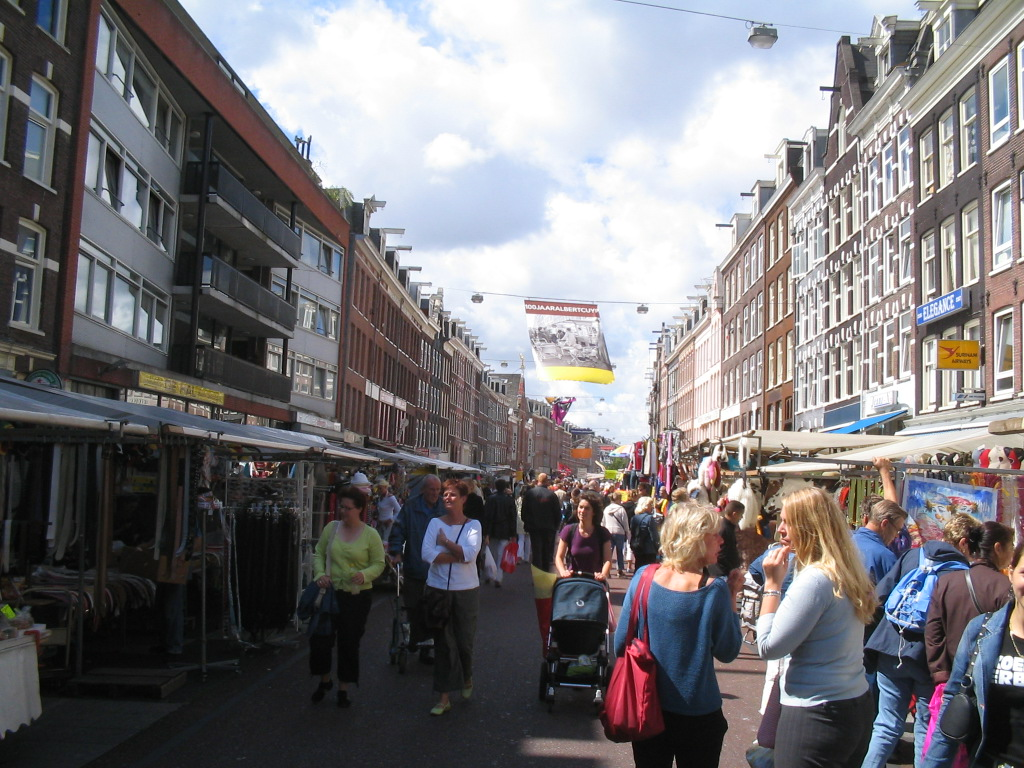
De Albert Cuypmarkt op de Albert Cuypstraat.

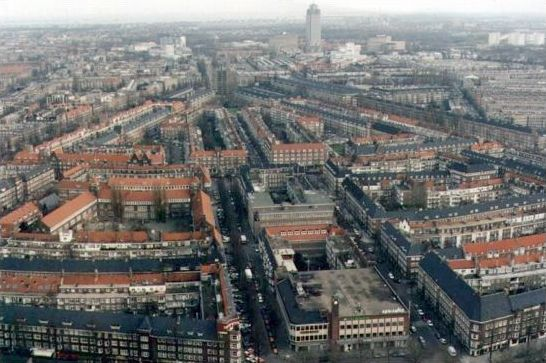
De Amsterdamse Rivierenbuurt.

- Museumkwartier (met het Duivelseiland)
- De Pijp
  - Oude Pijp
  - Nieuwe Pijp (met de Diamantbuurt)
- Prinses Irenebuurt
- Rivierenbuurt
- Schinkelbuurt
- Stadionbuurt (met de Marathonbuurt en het Olympisch Kwartier)
- Willemspark

## Bedrijvengebieden
- Bedrijventerrein Schinkel
- Zuidas

## Parken en groengebieden
- Amstelpark (Buitenveldert)
- Beatrixpark

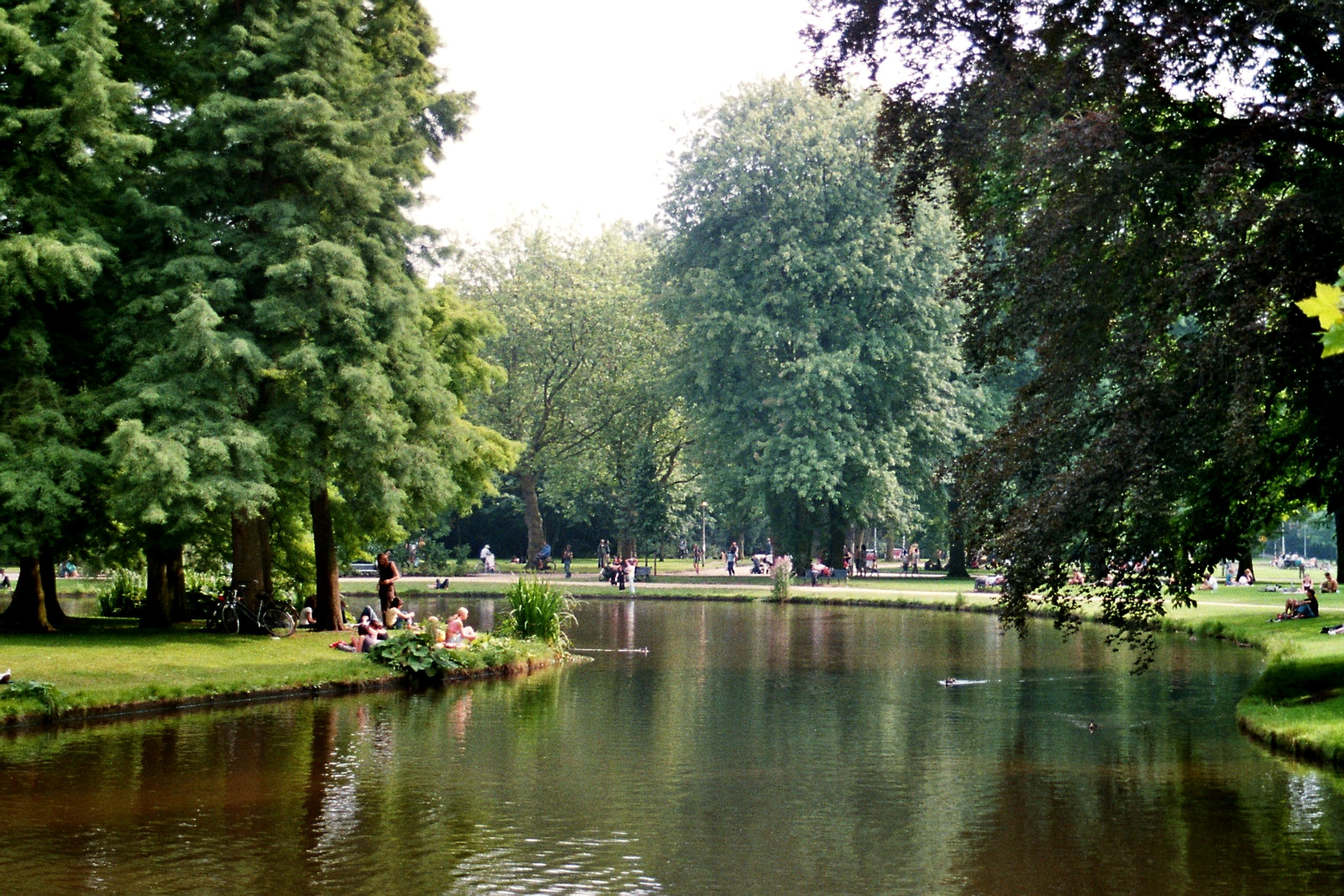
Vondelpark, Amsterdam 2005

- Gijsbrecht van Aemstelpark (Buitenveldert)
- Martin Luther Kingpark (Rivierenbuurt)
- Sarphatipark (de Pijp)
- Schinkeleilanden
- Vondelpark
- Amsterdamse Bos (noordelijk stuk; het overgrote deel ligt in Amstelveen)

## Sport

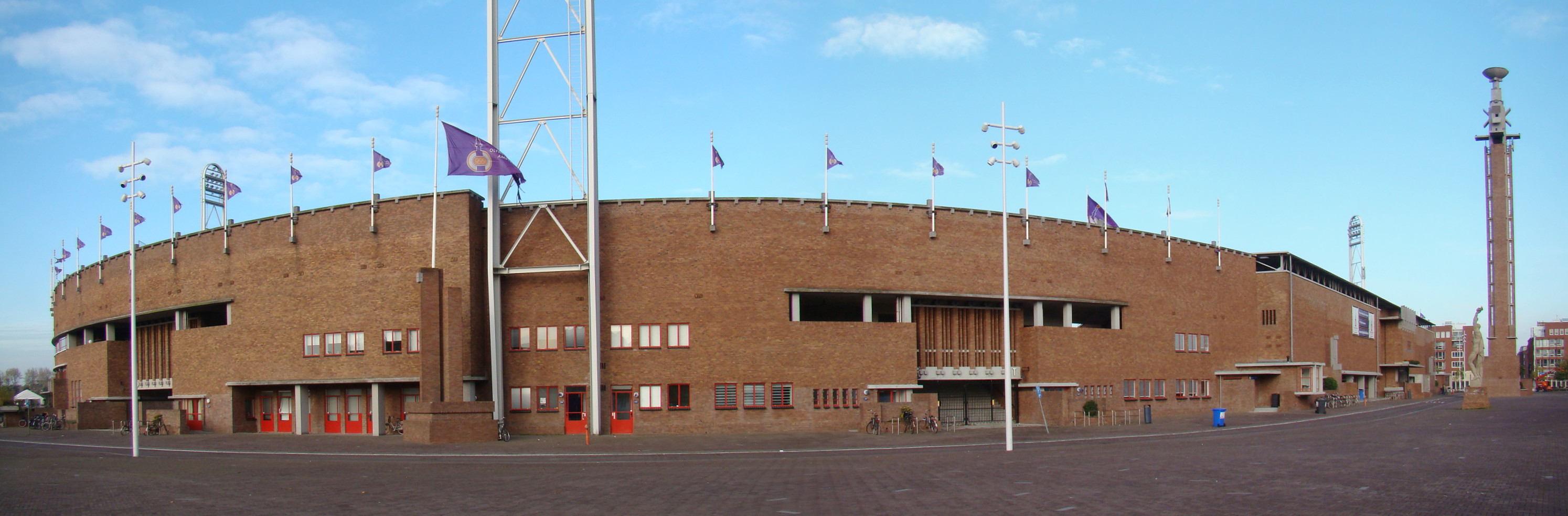
Het Olympisch Stadion aan het Stadionplein.

- Olympisch Stadion aan het Stadionplein
- Apollohal op de hoek van de Stadionweg en de Apollolaan
- Frans Otten Stadion bij het IJsbaanpad
- Sportpark Olympiaplein
- Sporthal De Pijp
- Sporthallen Zuid bij het IJsbaanpad
- Zuiderbad aan de Hobbemastraat

## Begraafplaatsen
- Huis te Vraag aan de Rijnsburgstraat
- Begraafplaats Buitenveldert aan de Fred. Roeskestraat
- Zorgvlied aan de Amsteldijk

## Herindeling stadsdelen
Sinds 1 mei 2010 bestaat Amsterdam-Zuid uit één stadsdeel, door samenvoeging van de stadsdelen Oud-Zuid en Zuideramstel.
- Zie ook: Herindeling stadsdelen.

### Uitslagen van de verkiezingen Amsterdam-Zuid
Zetelverdeling na de verkiezingen voor de stadsdeelraad (29 zetels) in 2010 en voor de bestuurscommissie (15 zetels) op 19 maart 2014
| Stadsdeelraad / Bestuurscommissie | Stadsdeelraad / Bestuurscommissie | Stadsdeelraad / Bestuurscommissie |
| --------------------------------- | --------------------------------- | --------------------------------- |
| partij                            | 2010                              | 2014                              |
|                                   |                                   |                                   |
| D66                               | 6                                 | 5                                 |
| VVD                               | 8                                 | 3                                 |
| PvdA                              | 6                                 | 2                                 |
| GL                                | 4                                 | 2                                 |
| CDA                               | 1                                 | 1                                 |
| Zuid- en Pijpbelangen             | 1                                 | 1                                 |
| Partij van de Ouderen             | -                                 | 1                                 |
| SP                                | 2                                 | -                                 |
| Vereniging Oud-Zuid               | 1                                 | -                                 |
|                                   |                                   |                                   |
| totaal                            | 29                                | 15                                |

De SP en VOZ hebben niet meegedaan aan de verkiezing voor de bestuurscommissie in 2014.
De Partij Voor Vrije Amsterdammers, Piratenpartij en Trots deden mee in 2014, maar hebben geen zetel behaald.
De onderstreepte getallen vormen de hieruit onderhandelde coalitie voor het dagelijks bestuur.
De nieuwe bestuurscommissie heeft in april 2014 Sebastiaan Capel (D66) als voorzitter gekozen.

### Uitslag van de stadsdeelcommissieverkiezingen Zuid
| Stadsdeelcommissieleden | Stadsdeelcommissieleden | Stadsdeelcommissieleden |
| ----------------------- | ----------------------- | ----------------------- |
| Partij                  | 2018                    | 2022                    |
|                         |                         |                         |
| GL                      | 4                       | 3                       |
| D66                     | 4                       | 3                       |
| VVD                     | 3                       | 3                       |
| PvdA                    | 3                       | 3                       |
| CDA                     | 1                       | 1                       |
| BIJ1                    | -                       | 1                       |
| 50PLUS                  | -                       | 1                       |
|                         |                         |                         |
| Totaal                  | 15                      | 15                      |